# Евграфов, Игорь Владимирович
 Игорь Владимирович Евграфов (6 декабря 1955, Ленинград — 12 октября 2023, Санкт-Петербург) — советский пловец. Трёхкратный чемпион СССР в плавании вольным стилем. Мастер спорта СССР международного класса (1973).

## Биография
Родился в Ленинграде. Окончил экономический факультет Санкт-Петербургского государственного университета. Выступал за спортивное общество СКА. Тренировался у Алексея Красикова.
Специализировался в плавании вольным стилем. Входил в состав сборной СССР в 1973—1975 годах.
Чемпион СССР на дистанции 1500 м вольным стилем (1973, 1975) и эстафете 4×200 м вольным стилем (1975). Был также серебряным призёром чемпионата страны на дистанции 1500 м вольным стилем (1974) и дважды бронзовым призёром на 400 м вольным стилем (1973, 1975).
На чемпионате Европы 1974 года в Вене стал бронзовым медалистом на 1500 м вольным стилем. На чемпионате мира по плаванию 1975 года на этой дистанции финишировал 7-м.
Рекордсмен Европы в плавании на 800 м вольным стилем (1975).
Доктор педагогических наук.
Заведовал кафедрой физического воспитания и спорта Петербургского государственного университета путей сообщения.
С 2017 — советник при ректорате Российского государственного института сценических искусств (РГИСИ), с 2018 до конца жизни — исполнительный директор Учебного театра «На Моховой».
Скончался 12 октября 2023 года на 68-м году жизни.